# Серго Клдиашвили
Серго Клдиашвили (на грузински: სერგო კლდიაშვილი) е грузински съветски журналист, драматург, сценарист и писател на произведения в жанра драма и биография.

## Биография и творчество
Серго Давидович Клдиашвили е роден на 6 октомври 1893 г. в село Симонети, община Тержола, област Имеретия, Руска империя (Грузия), семейството на писателя Давид Клдиашвили. Получава средно образование в гимназията в Кутаиси през 1913 г. Започва да учи в юридическия факултет на Московския университет, но след началото на Първата световна война участва заедно с баща си на Кавказкия франт..
През 1917 г. завършва Московския университет и след дипломирането си се завръща в Грузия. Присъединява се към литературната националистична група на грузинските символисти „Сини рога“.
Първата му литературна миниатюра е публикувана през 1911 г. във вестник „Светлина“. Автор е на повестта „Луната на провинцията“, романа „Пепел“ (1932), „Тиха обител“ (1958), пиесите „Поколение на герои“ (1937), „Еленското дефиле“ (1944), „Завръщане“ (1952), цикъла „Свански романи“ (1935). През 1945 г. пише биография на баща си.
В романа си „Пепел“ описва живота в грузинската провинция по време на Първата световна война (1914 – 1918). Във втората част на романа от 1962 г. описва живота в грузинската провинция по време на периода на колективизацията.
В романа си „Тиха обител“ разказва за времето на падането на стария свят, за създаването на Съветската власт в Грузия, и на промените в психологията на народа.
Цикълът му с разкази „Свански романи“ се счита за забележителен по своите високи художествени достойнства.
Въпреки конформизма си, по време на Голямата чистка от 1937 г. е арестуван, но е освободен след като неговият следовател е екзекутиран. Екзекутирани са и някои от членовете на групата „Сини рога“.
Награждаван е двукратно с Орден на честта (1939, 1974), а също с Юбилеен медал „За доблестен труд“.
Серго Клдиашвили умира на 14 октомври 1986 г. в Тбилиси. Погребан е в почетния Дидубийски пантеон в Тбилиси.
В чест на писателите Давид Клдиашвили и Серго Клдиашвили тяхната къща в село Симонети е превърната в къща музей. В нея се съхраняват паметници, свързани с живота и делото им – мебели, ръкописи, различни публикации на драматурга, снимки, документални материали.

## Произведения
частично представяне

### Самостоятелни романи и повести
- Луна провинции ()
- აზნაურ ლახუნდარელის თავგადასავალი (1927)
- Пепел, първа част (1932)
- Пепел, втора част (1962)
- Тихая обитель (1958)

### Пиеси
- გმირთა თაობა, Поколение героев (1937)
- Оленье ущелье (1944)
- Возвращение (1952)

### Документалистика
- Ирина Тухарели (1958)

### Сценарии
- Мачеха Саманишвили (1926) – късометражен
- В трясине (1927)
- Свиньи Бакулы (1976) – късометражен